# Бруней на летних Олимпийских играх 2016
Государство Бруней-Даруссалам на летних Олимпийских играх 2016 года было представлено 3 спортсменами в 2 видах спорта. Знаменосцем сборной Брунея на церемонии открытия Игр стал участник чемпионата мира 2015 года в беге на 100 метров легкоатлет Мохамед Фахри Исмаил, а на церемонии закрытия — ещё одна легкоатлетка Майзура Абдул Рахим, которая выступала в беге на 200 метров, где показала слабейший результат среди всех спортсменок, установив при этом личный рекорд. По итогам соревнований сборная Брунея, принимавшая участие в своих пятых летних Олимпийских играх, вновь осталась без медалей.

## Состав сборной
Бадминтон
1. Яспар Юй Ун

 Лёгкая атлетика
1. Фахри Исмаил
2. Маизура Абдул Рахим

## Результаты соревнований

### Бадминтон
Единственную олимпийскую лицензию в бадминтоне сборная Брунея получила по решению трёхсторонней комиссии.
Одиночный разряд
| Соревнование | Спортсмены  | Групповой этап | Групповой этап | Групповой этап | 1/8 финала | 1/4 финала | 1/2 финала | Финал | Итоговое место |
| Соревнование | Спортсмены  | 1 матч         | 2 матч         | Место          | 1/8 финала | 1/4 финала | 1/2 финала | Финал | Итоговое место |
| ------------ | ----------- | -------------- | -------------- | -------------- | ---------- | ---------- | ---------- | ----- | -------------- |
| мужчины      | Яспар Юй Ун | Группа         | Группа         | Группа         |            |            |            |       |                |
| мужчины      | Яспар Юй Ун | 0:2            | 0:2            | 17             |            |            |            |       |                |

### Лёгкая атлетика
Мужчины
Беговые дисциплины
| Дисциплина        | Спортсмен    | Предварительный раунд | Предварительный раунд | Предварительный раунд | Четвертьфиналы | Четвертьфиналы | Четвертьфиналы | Полуфиналы | Полуфиналы | Полуфиналы | Финал | Финал |
| Дисциплина        | Спортсмен    | Забег                 | Время                 | Место                 | Забег          | Время          | Место          | Забег      | Время      | Место      | Время | Место |
| ----------------- | ------------ | --------------------- | --------------------- | --------------------- | -------------- | -------------- | -------------- | ---------- | ---------- | ---------- | ----- | ----- |
| бег на 100 метров | Фахри Исмаил |                       |                       |                       |                |                |                |            |            |            |       |       |

Женщины
Беговые дисциплины
| Дисциплина        | Спортсмен           | Предварительный раунд | Предварительный раунд | Предварительный раунд | Четвертьфиналы | Четвертьфиналы | Четвертьфиналы | Полуфиналы | Полуфиналы | Полуфиналы | Финал | Финал |
| Дисциплина        | Спортсмен           | Забег                 | Время                 | Место                 | Забег          | Время          | Место          | Забег      | Время      | Место      | Время | Место |
| ----------------- | ------------------- | --------------------- | --------------------- | --------------------- | -------------- | -------------- | -------------- | ---------- | ---------- | ---------- | ----- | ----- |
| бег на 200 метров | Маизура Абдул Рахим |                       |                       |                       | не проводится  | не проводится  | не проводится  |            |            |            |       |       |